# Multistar
Multistar ist die Bezeichnung für ein Feuerwehrkombinationsfahrzeug, das als Gemeinschaftsprojekt von der Magirus GmbH aus Ulm und der Klaas Alu-Kranbau in Ascheberg entwickelt wurde.
Der Multistar 2 ist eine Weiterentwicklung des Multistar und wurde für den Feuerwehr- und technischen Hilfeleistungseinsatz konzipiert. Es handelt sich um ein schnelles, variables und sicheres Kombinationsfahrzeug aus Teleskopmast mit Löschfahrzeug oder Rüstwagen. Damit kann effizient auf immer komplexe und vielschichtige Anforderungen eingegangen werden.
Der Multistar vereint Vorteile eines Löschfahrzeuges, eines Rüstwagens und einer Teleskopmastbühne. Daher ist er vor allem für spärlich besiedelte Regionen und Wachen ohne Drehleiterfahrzeuge vorteilhaft und verbessert damit die Einhaltung von Rettungsfristen und die Sicherung des Schutzniveaus. Ebenso kann er schon vorhandene Hubrettungsgeräte bei weitflächigen Sturm- oder Löscheinsätzen ergänzen. Maßgeschneidert ist der Multistar für Werkfeuerwehren, die neben Löschfahrzeugen auch ein Hubarbeitsgerät vorhalten müssen.

## Geschichte
Die Anfänge des Multistar 2 liegen im Jahr 2000. Iveco Magirus trat an die Firma Klaas heran in einem gemeinschaftlichen Projekt ein Feuerwehrkombinationsgerät zu bauen. Diese Kooperation wurde dann auch realisiert. Damals wurde das Konzept von zwei Feuerwehrkombinationsgeräten mit dem Namen Octopus auf der Interschutz-Messe vorgestellt. Diese Fahrzeuge waren aus Kostengründen für die Serienfertigung nicht realisierbar. Nach weiterer Entwicklungszeit von drei Jahren wurden 2004 die ersten Multistar nach China ausgeliefert. Die zuvor ausufernden Kosten bekam man durch Standardisierung und Gleichteileverwendung in den Griff. Anfang 2010 kam der Multistar 2 auf den Markt. Die Hydraulik wurde hier so überarbeitet, dass die Löschwasserpumpe und die Pumpe für den Mastbetrieb unabhängig voneinander funktionieren. Die Elektrik wurde auf CAN-Bus Technik umgestellt. Gleichzeitig wurde das Schienensystem für den Alu-Kran leistungsstärker, aber auch leichter.

## Fahrgestell
Das Fahrgestell des Multistar ist ein Iveco Magirus Euro Cargo 180 E 30 4x2 mit einem 220 kW (299 PS) starken Dieselmotor, der den Euro-5 Standard erfüllt. Der Radstand beträgt 4590 mm, das zulässige Gesamtgewicht des Fahrzeugs ist auf 18 t beschränkt. Die Verwendung eines zweiachsigen, leichten 18 t Fahrgestells wird durch den Alu-Kran ermöglicht. Das günstige Verhältnis von Eigengewicht zu Nutzlast macht den Multistar 2 vielfältig einsetzbar. Seine Wendigkeit wird durch die zusätzlich bestellbare Hinterachslenkung nochmals verbessert. Iveco Magirus bietet Zusatzausstattungen nach Kundenwunsch an. Der Aufbau kann auch auf andere Fahrgestelle erfolgen.

## Mannschaftskabine
Der Multistar 2 wird in der Serie der Feuerwehrfahrgestelle mit einer Ganzstahlkabine ausgeliefert. Bei anderen Fahrgestellen besteht die Möglichkeit eine Aluminiumkabine zu installieren. Im Vergleich zu anderen Kombinationsgeräten ist die Mannschaftskabine geräumiger, wodurch sich zum einen der Komfort für die Feuerwehrangehörigen erhöht. Zum anderen ist aber mehr Platz beim Anlegen der Atemschutzgeräte vorhanden. Die Kabine bietet auf Wunsch Sitzplätze für maximal 9 Personen. Dabei bietet Iveco Magirus die Sitzplatzvarianten 1+2, 1+5, 1+8 an. In der Kabine ist es möglich, 7 Atemschutzgeräte vorzuhalten.

## Hubarbeits-Einheit und Abstützung
Der Aluminiummast, mit seiner speziellen Geometrie, einem besonderen Aufrichtmechanismus und einer präzisen Korbsteuerung, ist weltweit einzigartig und wird im münsterländischen Ascheberg (Westf.) von der Klaas Alu-Kranbau GmbH gefertigt. Die Entwicklung ist ebenfalls Klaas-eigen. Die Rettungshöhe beträgt 29 m, die Arbeitshöhe liegt mit zwei Metern über der Rettungshöhe bei 31 m. Die Unterflurrettung liegt bei 14 m. Die seitliche Ausladung ergibt sich zu 16,5 m. Bei 7 m Ausladung können 1,3 t gehoben werden. Bei 16,5 m seitlicher Ausladung ist es noch möglich 500 kg zu heben. Arbeiten am Wasser oder im Böschungsbereich sind durch den Unterflurarbeitsbereich mit diesem Gerät ideal zu erledigen. Die außergewöhnliche Mastgeometrie sorgt dafür, dass der Rettungskorb auch schwer zugängliche Stellen erreicht. Der Korb ist für drei Personen ausgelegt und hat zwei Multifunktionssäulen. Diese können beispielsweise dafür genutzt werden Wasserwerfer und Drücklüfter am Korb zu befestigen. Im Löscheinsatz können durch die Wasserführung am Kran 2000 l/min befördert werden. Werden anstelle des Rettungskorbes Flutlichtbrücken, ein Piercingdorn oder Anderes angebracht, mutiert der Multistar 2 zur Beleuchtungsbrücke oder zum Löschmast.
Ein sicherer Stand wird durch die 6-Punkt-Abstützung erzielt. Die zwei Stützen in der Mitte des Fahrzeugs sind waagerecht-senkrecht sowie automatisch und manuell verfahrbar. Stabilisiert wird das Fahrzeug weiterhin durch die vier zusätzlichen Abstützungen unter dem Feuerwehrfahrzeug. Durch die im Vierkantrohr abgeschirmten Zylinder, werden diese gegen möglicherweise anfrierendes Löschwasser, Verschmutzungen und Beschädigungen geschützt. Gegen Aufpreis wird auch eine Unterbodenbeleuchtung geliefert.

## Löschmitteltank, Pumpeneinheit und Geräteraum
Die platzsparende Anbringung der Hubarbeitseinheit ermöglicht eine Variierung des Löschmitteltanks, der Pumpeneinheit und der Geräteraumbestückung. Im Vergleich zu vergleichbaren Produkten sind ebenfalls die Stauräume für feuertechnische Beladung und die Löschmitteltanks um ein Vielfaches größer. Dieses wird vor allem durch den innenliegenden Wassertank realisiert. Aufgebaut werden kann der Multistar 2 mit Drehwänden, schwenkbaren Auszügen, Containersystemen und Dachkästen. Diese bestmögliche Nutzung des Volumens an Stauräumen wird durch den AluFire-Aufbau realisiert. Bei der Brandbekämpfung können die Monitore für die Löschanlage manuell oder elektrisch fernbedient werden. Der Wassertank hat ein Volumen von 1600 l. Optional kann das Löschmittel um 120 l Schaum ergänzt werden. Durch die verschiedenen Auf- und Ausbauvarianten kann der Multistar 2 individualisiert werden.

## Ausführungen
Das Feuerwehrfahrzeug mit dem Teleskopmast kann dabei mit einem Löschfahrzeug (Multistar 2 „Fire“) oder einem Rüstwagen (Multistar 2 „Rescue“) kombiniert werden.
Bei dem Multistar 2 „Fire“ befinden sich im Geräteraum die mit herausklappbarem Schlauchfenster versehene Schnellangriffshaspel, herausnehmbare Transportkästen und verschiedenste Armaturen. Im Geräteraum sind auch die Schlauchtragekörbe griffgünstig untergebracht. Die Pumpenbedieneinheit HMI ist einfach bedienbar. Es bedarf keiner Computerkenntnisse. Für Telematiksysteme ist die Bedieneinheit ferndiagnosefähig. Auch bei sich veränderndem Durchfluss oder bei Druckschwankungen wird durch das Magirus FireDos eine konstante Zumischung erreicht, um den Schaum zu erzeugen.
Beim Multistar 2 „Rescue“ sind alle Gerätschaften so gelagert, dass sie im Einsatz der Reihenfolge nach entnommen werden können. Durch Drehwände und Drehfächer wird der Raum gut ausgenutzt. Viele Sachen sind in tragegünstigen Aluminium-Tragecontainern. Hydraulisches Rettungsgerät kann schnell durch die drehbaren Lagerungen entnommen werden. Durch die Einhandverriegelung wird der Bedienkomfort erhöht.
Zusätzlich zum Multistar 2 „Fire“ und Multistar 2 „Rescue“ gibt es den Multistar 2 „Low Liner“ und den Multistar 2 „Industrial“.
Der Multistar „Low Liner“ hat die Tanklöschfahrzeugausstattung und ist eine spezielle Version für Großbritannien. Beim Multistar „Industrial“ ist die Ausstattung speziell für Werkfeuerwehren, Industrie, Flugplätze und andere Sonderanwendungen abgestimmt.

## Vorzüge des Multistar
- Verknüpfung von Teleskopkran und Löschfahrzeug oder Rüstwagen
- zweiteiliger Aluminium-Gelenkmast mit einem Einsatzbereich von −12 m bis +31 m, seitliche Reichweite 16,5 m[7]
- Hubarbeitskorb und Kranfunktion (max. 1,3 t), endlos drehbarer Mast
- AluFire3 Aufbau mit mehr als 9 Kubikmetern Stauraum und einer Zuladung von 1,8 t sowie innenliegender Tank
- anpassbare Ausstattung
- automatische Abstützung, 6 Stützen

## Kritik
- sekundärer Rettungsweg ist nicht durch eine zusätzliche Leiter am Mast gegeben, sondern nur durch eine vertikale Abseilmöglichkeit
- verglichen mit einem reinen Drehleiterfahrzeug ist das Gewicht höher
- mit 18 t zulässigem Gesamtgewicht und mehr als 10 t Achslast ist das Fahrzeug zu schwer für Flächen für die Feuerwehr nach DIN 14090 (Feuerwehrzufahrten und -aufstellflächen)[8]
- der Maschinist muss sowohl Löschfahrzeugpumpe wie auch Hubarbeitsgerät bedienen
- taktisch bietet die Kombination aus LF und DL bzw. TM weit mehr Einsatzmöglichkeiten.